# Laurelita
La laurelita és un mineral de la classe dels halurs. Rep el seu nom del canó Laurel, a Arizona, Estats Units, on es troba la localitat tipus.

## Característiques
La laurelita és un halur de fórmula química Pb₇F₁₂Cl₂. Va ser aprovada com a espècie vàlida per l'Associació Mineralògica Internacional l'any 1988, i publicada per primera vegada un any més tard. Cristal·litza en el sistema hexagonal. La seva duresa a l'escala de Mohs és 2.
Segons la classificació de Nickel-Strunz, la laurelita pertany a «03.DC - Oxihalurs, hidroxihalurs i halurs amb doble enllaç, amb Pb (As,Sb,Bi), sense Cu» juntament amb els següents minerals: laurionita, paralaurionita, fiedlerita, penfieldita, bismoclita, daubreeïta, matlockita, rorisita, zavaritskita, zhangpeishanita, nadorita, perita, aravaipaïta, calcioaravaipaïta, thorikosita, mereheadita, blixita, pinalita, symesita, ecdemita, heliofil·lita, mendipita, damaraïta, onoratoïta, cotunnita, pseudocotunnita i barstowita.

## Formació i jaciments
Va ser descoberta a la mina Grand Reef, al canó Laurel, dins el districte d'Aravaipa, al comtat de Graham, a Arizona (Estats Units). També ha estat descrita a la mina Megala Pefka, al districte de Làurion (Grècia); i a les mines del Monte Trisa, a la localitat de Torrebelvicino, al Vèneto, Itàlia. Només ha estat trobada aquest tres indrets en tot el planeta.